# Феррети, Диана
Диана Феррети (исп. Diana Ferreti) (???, Мексика) — известная мексиканская актриса и бывшая фотомодель.

## Биография
Родилась в Мексике. В мексиканском кинематографе дебютировала в 1980 году, одновременно с её карьерой в фотомодельном бизнесе и снялась в 65 работах в кино и телесериалах. Благодаря телесериалу Моя вторая мама в роли Каролины она получила всеобщее призвание телезрителей многих стран мира, где с успехом прошёл этот культовый телесериал. В середине 1990-х годов в связи с кризисом в телекомпании Televisa перешла в телекомпанию TV Azteca, но в 2010 году вернулась в родные пенаты и сыграла в телесериале Волчица.

## Фильмография
1
Запретная любовь (сериал, 2013)
Prohibido Amar
2
Волчица (сериал, 2010)
La Loba
3
Пока проходит жизнь (сериал, 2007 – ...)
Cambio de vida
4
La metiche (2003)
... Doña Meche
5
Раненая душа (сериал, 2003)
El alma herida ... Cristina
6
Una tumba más (2001)
7
Женские секреты (сериал, 2001 – ...)
Lo Que Callamos Las Mujeres ... Mamá de Tania
8
Las hijas de Xuchi Paxuchil (1999)
9
Veneno para ratas (1998)
10
К северу от сердца (сериал, 1997)
Al norte del corazón ... Amara
11
Destino traidor (видео, 1997)
... Mariana
12
El gato de Chihuahua (1996)
13
3 comunes y corrientes (1995)
14
Esta noche entierro a Pancho (1995)
... Mela
15
El gatillero de la mafia (1995)
... Gabriela (в титрах: Diana Ferretti)
16
Правосудие (1994)
Justicia ... Jessica
17
El gato con gatas II (1994)
... Petra
18
Dos gallos pisadores (1994)
19
Ángeles de la muerte (1993)
20
Obsesión de matar (1993)
21
Violento hasta los huesos (1993)
22
Потомок убийц (1991)
Descendiente de asesinos ... Bertha Ortega
23
Corrupción y placer (1991)
... Sonia
24
La leyenda del escorpión (1991)
25
Tequileros del Rio Grande (1991)
... Evangelina
26
Ритм, предательство и смерть (видео, 1991)
Ritmo traición y muerte: La cumbia asesina
27
Traición a la media noche (1990)
28
Prisioneros de la selva (1990)
29
Venganza de policia (1990)
30
La hora 24 (1990)
... Chabelita
31
El chicano vengador (1990)
32
La buena, la mala, la golfa (1990)
33
Последняя утечка (1990)
El último escape ... Enfermera
34
La taquera picante (1990)
35
Tacos, tortas y enchiladas - La Rifa (1990)
36
Garra de tigre (1989)
37
Solo para adúlteros (1989)
38
Hasta que la muerte nos separe (1989)
... Alicia, Mama de Orlando
39
Cargamento mortal (1989)
... Mercedez
40
Моя вторая мама (сериал, 1989)
Mi segunda madre ... Carolina Morales de Sausedo
41
Día de madres (1988)
42
Durazo, la verdadera historia (1988)
43
Con el niño atravesado (1988)
... Lolita Cisneros
44
La nalgada de oro (1988)
45
La quinta del amor (1988)
46
Наслаждение местью (1988)
El placer de la venganza
47
Duro y parejo en la casita de pecado (1987)
48
Un macho en el salón de belleza (1987)
49
Las viejas de mi compadre (1987)
50
Самое важное – жизнь (1987)
Lo que importa es vivir ... Muchacha II
51
Ases del contrabando (1987)
52
Conexión criminal (1987)
53
Рождённый убивать (1986)
Nacido para matar ... Alicia
54
Мачо в женской тюрьме (1986)
Un macho en la cárcel de mujeres
55
Toda la vida (1986)
... Letícia (в титрах: Diana Ferretti)
56
Яко, охотник проклятых (1986)
Yako, cazador de malditos
57
El hijo de Pedro Navaja (1986)
58
Escape sangriento (1985)
... Esposa de Alvaro
59
Семеро под прицелом (1984)
Siete en la mira ... Mazda (в титрах: Diana Gay)
60
Arizona (1984)
61
Macho que ladra no muerde (1984)
62
Jugandose la vida (1984)
63
El vecindario II (1983)
64
El Coyote y la Bronca (1980)
65
A fuego lento (1980)

## Интересные факты
- В некоторых фильмах в титрах указывалась как Diana Ferrari, многие после этого думали, что она дочь актёра Маурисио Феррари, однако она постоянно опровергала данные слухи и говорила, что моя настоящая фамилия — Ferreti, а не Ferrari.